# European Liver Patients Association
ELPA, czyli Europejskie Stowarzyszenie Pacjentów Wątroby (ang. European Liver Patients’ Association) – europejska organizacja zajmująca się chorobami wątroby.
14 czerwca 2004 podczas corocznego spotkania EASL (ang. European Association for the Study of the Liver, czyli Europejskie Stowarzyszenia na rzecz Studiów Wątroby) została powołana ELPA. Założycielami było 13 stowarzyszeń pacjentów reprezentujących 10 krajów europejskich i z basenu Morza Śródziemnego. Obecnie do stowarzyszenia należy 20 organizacji z 14 krajów.
ELPA stawia sobie za cel większe zwrócenie uwagi przez społeczeństwo na choroby wątroby, i nadanie im takiego samego statusu rozpoznawalności jak innym schorzeniom np. chorobom serca. ELPA promuje wymianę doświadczeń oraz pomyślnie zakończonych inicjatyw, zapobieganie i uświadamianie opinii publicznej, przy równoczesnym podkreśleniu wagi i rozmiaru tego niedocenionego problemu. Współpracując z Unią Europejską, dba by w całej Europie standardy opieki był na tym samym najwyższym poziomie.